# Fosco Giachetti
Fosco Giachetti (28 de marzo de 1900-22 de diciembre de 1974) fue un actor teatral, cinematográfico y televisivo de nacionalidad italiana, ganador en dos ocasiones de la Copa Volpi al mejor actor protagonista por los filmes Bengasi y Un colpo di pistola.

## Biografía
Nacido en Sesto Fiorentino, Italia, tras sus experiencias en el teatro aficionado de Toscana, debutó en el teatro profesional con Ermete Zacconi, actuando posteriormente con importantes compañías teatrales, entre ellas las de Margherita Bagni, Renzo Ricci, Tatiana Pávlova y Renato Cialente. Además, en sus inicios formó parte de la famosa representación de La figlia di Jorio llevada a cabo en 1935 con Marta Abba. 
Obtuvo el pleno reconocimiento como actor cinematográfico en 1936, gracias a su papel protagonista en Lo squadrone bianco, film dirigido por Augusto Genina. Su actuación seca y "viril" y su rostro severo y voz grave le convirtieron en una estrella del cine de la Italia fascista —quizás solo superado por Amedeo Nazzari— interpretando principalmente películas con trasfondo bélico como 13 uomini e un cannone (1936), Sentinelle di bronzo (1937), Frente de Madrid (1939), Sin novedad en el Alcázar (1940) y Bengasi (1942). También fue significativa su actuación en el díptico de Goffredo Alessandrini Noi vivi y Addio Kira! (1942).
Durante la Segunda Guerra Mundial, abordó papeles dramáticos con mayores matices, como los de Un colpo di pistola (1942, de Renato Castellani) y Fari nella nebbia (1942, de Gianni Franciolini), manteniendo una gran popularidad a pesar de que su condición de estrella comenzaba a verse empañada por la llegada de actores jóvenes como Massimo Girotti, Andrea Checchi, Massimo Serato y Roberto Villa. Finalizada la guerra volvió a la actividad teatral sin dejar el cine (fue memorable su interpretación del marido celoso en La vita ricomincia, en la cual acompañaba a una encantadora Alida Valli), aunque cada vez con mayor frecuencia se limitaba a funciones de actor de reparto. Además, rodó en España con Edgar Neville Nada, con Ladislao Vajda Carne de horca y con Antonio del Amo Cuatro mujeres.
Prosiguió con su actividad cinematográfica durante los años 1950 y 1960, interpretando papeles menores, pero en los cuales aún imponía su figura inflexible y orgullosa. En Il mattatore (1959), de Dino Risi, actuó junto a Vittorio Gassman, Luigi Pavese y un joven Enzo Cerusico encarnando al general de aeronáutica Mesci. Otro de sus trabajos en ese período fue dar voz a Pietro Germi en La viaccia (1961), película dirigida por el mismo. Sus últimas actuaciones en el cine tuvieron lugar en los años 1970, destacando de entre ellas El conformista, de Bernardo Bertolucci, film en el que encarnaba al coronel, personaje que ironizaba sobre los personajes interpretados por él a lo largo de su prolongada carrera. 
Giachetti tuvo una intensa actividad televisiva en los años 1950, interpretando importantes producciones como Il romanzo di un maestro (1959, dirigida por Mario Landi) Vita di Michelangelo, David Copperfield, Il conte di Montecristo, I promessi sposi y Le mie prigioni (1968, con dirección de Sandro Bolchi). 
Además, fue intérprete de un importante programa infantil, I racconti del faro (1966), de Angelo D'Alessandro, en el que actuaba un joven Roberto Chevalier, y en el cual encarnaba al guardián Libero. 
Fosco Giachetti falleció en Roma, Italia, en 1974.

## Filmografía
| - Il trattato scomparso, de Mario Bonnard (1933) - L'avvocato difensore, de Gero Zambuto (1934) - Luci sommerse, de Adelqui Migliar (1934) - Fiordalisi d'oro, de Giovacchino Forzano (1935) - Amore, de Carlo Ludovico Bragaglia (1935) - Cuor di vagabondo, de Jean Epstein (1936) - Lo squadrone bianco, de Augusto Genina (1936) - 13 uomini e un cannone, de Gioacchino Forzano (1936) - Escipión, el africano (Scipione l'Africano), de Carmine Gallone (1937) - Sentinelle di bronzo, de Romolo Marcellini (1937) - Giuseppe Verdi, de Carmine Gallone (1938) - L'ultima nemica, de Umberto Barbaro (1938) - Frente de Madrid, de Edgard Neville (1939) - Napoli che non muore, de Amleto Palermi (1939) - Orgoglio, de Marco Elter (1939) - Senza cielo, de Alfredo Guarini (1940) - L'amante segreta, de Carmine Gallone (1940) - Sin novedad en el Alcázar, de Augusto Genina (1940) - La peccatrice, de Amleto Palermi (1940) - Nozze di sangue, de Goffredo Alessandrini (1941) - La figlia del Corsaro Verde, de Enrico Guazzoni (1941) - Fari nella nebbia, de Gianni Franciolini (1941) - Ridi pagliaccio!, de Camillo Mastrocinque (1941) - Luce nelle tenebre, de Mario Mattoli (1941) - Inferno giallo, de Géza von Radvànyi (1942) - Bengasi, de Augusto Genina (1942) - Noi vivi, de Goffredo Alessandrini (1942) | - Addio, Kira, de Goffredo Alessandrini (1942) - Un colpo di pistola, de Renato Castellani (1942) - Labbra serrate, de Mario Mattoli (1942) - Una piccola moglie, de Giorgio Bianchi (1944) - L'abito nero da sposa, de Luigi Zampa (1945) - La vita ricomincia, de Mario Mattoli (1945) - Il sole di Montecassino, de Giuseppe Maria Scotese (1945) - Addio, mia bella Napoli!, de Mario Bonnard (1946) - Gli uomini sono nemici, de Ettore Giannini (1947) - L'altra, de Carlo Ludovico Bragaglia (1947) - I fratelli Karamazoff, de Giacomo Gentilomo (1947) - Cuatro mujeres, de Antonio del Amo (1947) - Voragine, de Edgar Neville (1948) - Les maudits, de René Clément (1948) - Vento d'Africa, de Anton Giulio Majano (1949) - Una lettera all'alba, de Giorgio Bianchi (1949) - Romanticismo, de Clemente Fracassi (1950) - Quattro rose rosse, de Nunzio Malasomma (1951) - Carne de horca, de Ladislao Vajda (1953) - Casa Ricordi, de Carmine Gallone (1954) - Era di venerdì 17, de Mario Soldati (1957) - La monaca di Monza, de Carmine Gallone (1962) - L'ira di Achille, de Marino Girolami (1962) - Dossier 107 mitra e diamanti, de Rafael Gil (1965) - El conformista, de Bernardo Bertolucci (1970) - Scipione detto anche l'africano, de Luigi Magni (1971) - L'erede, de Philppe Labro (1973) |

## Televisión
- La slitta d'oro, de Leonid M. Leonov, con Otello Toso, Evi Maltagliati, Adriana Vianello y Glauco Onorato; dirección de Silverio Blasi, 27 de mayo de 1963.
- La pelle degli altri, de Arthur Miller y Romildo Craveri, con Mario Feliciani, Elisa Cegani, Renato De Carmine y Lucia Catullo; dirección de Mario Landi, 20 de noviembre de 1959.
- Ragazza mia, de William Saroyan; dirección de Mario Landi, con Lea Padovani, Amedeo Nazzari, Alida Valli y Scilla Gabel. 4 episodios entre el 20 de marzo de 1960 y el 10 de abril de 1960.
- Graziella, de Alphonse de Lamartine. Dirección de Mario Ferrero, con Ilaria Occhini, Corrado Pani, Luca Ronconi y Fulvia Mammi. 4 episodios entre el 11 de junio de 1961 y el 2 de julio de 1961
- Una tragedia americana, de Theodore Dreiser, con Warner Bentivegna, Giuliana Lojodice, Virna Lisi y Lilla Brignone; dirección de Anton Giulio Majano, 7 episodios entre el 11 de noviembre de 1962 y el 23 de diciembre de 1962.
- Nozze di sangue, de Federico García Lorca, dirección de Vittorio Cottafavi, 3 de mayo de 1963, con Wanda Capodaglio, Rina Franchetti, Nando Gazzolo y Ileana Ghione.
- I miserabili, de Victor Hugo, con Gastone Moschin, Giulia Lazzarini, Cesarina Gheraldi y Tino Carraro; dirección de Sandro Bolchi, 10 episodios entre el 5 de abril de 1964 al 7 de mayo de 1964.
- Vita di Michelangelo, de Silverio Blasi, con Gian Maria Volonté, Carlo D'Angelo, Umberto Orsini y Lydia Alfonsi. 3 episodios entre el  13 de diciembre de 1964 y el 20 de diciembre de 1964.
- David Copperfield, de Charles Dickens, dirección de Anton Giulio Majano, con Roberto Chevalier, Giancarlo Giannini, Laura Efrikian y Annamaria Guarnieri. 8 episodios entre el 26 de diciembre de 1965 y el 13 de febrero de 1966.
- Il conte di Montecristo, dirección de Edmo Fenoglio, con Andrea Giordana, Giuliana Lojodice, Enzo Tarascio y Achille Millo, 1966.
- I promessi sposi, dirección de Sandro Bolchi (1967).
- Le terre del Sacramento, de Francesco Jovine. Dirección de Silverio Blasi, con Renato De Carmine, Paola Pitagora,  Adalberto Maria Merli y Nino Taranto. 5 episodios entre el 23 de agosto y el 20 de septiembre de 1970.

## Premios y distinciones
Festival Internacional de Cine de Venecia
| Año  | Categoría                | Película | Resultado |
| ---- | ------------------------ | -------- | --------- |
| 1942 | Copa Volpi - Mejor actor | Bengasi  | Ganador   |